# Schlosskapelle (Düsseldorf)

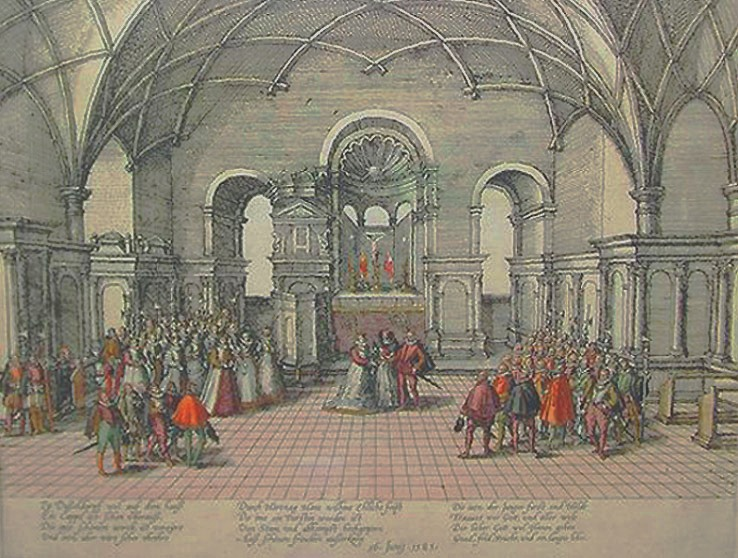
Die Schlosskapelle nach einem Stich von Frans Hogenberg († 1590)

Die Schlosskapelle in Düsseldorf war ein von Alessandro Pasqualini unter Wilhelm V. nach dem Stadtbrand 1547 im Jahre 1549 errichteter Sakralbau in der Düsseldorfer Residenz. Nachdem Wilhelm der Reiche im Jahre 1558 als Hofprediger Gerhard Veltius (1529–1593) eingestellt hatte, wurden keine katholischen Messen in der Düsseldorfer Schlosskapelle mehr gelesen. Von 1609 bis 1628 war in der Schlosskapelle der Bleisarg mit der Leiche Johann Wilhelms von Jülich-Kleve-Berg aufgebahrt. 1768 wurde die Schlosskapelle durch einen Brand teilweise zerstört. Die Düsseldorfer Schlosskapelle besteht heute nicht mehr.

## Kunsthistorische Bedeutung
Die Schlosskapelle mit ihrer Altarwand und der Täfelung mit Blendarkaden, dorischen und ionischen Pilastern, korinthischen Halbsäulen sowie verkröpftem Gesims galt als Werk des Renaissance-Baumeisters Alessandro Pasqualini aus Bologna:

„Nach Stadtbrand von 1547 […] durch Alessandro Pasqualini. Schloßkapelle (ehem. ev.-luth.) im 0-Flügel: Saal mit kleiner Apsis, am Außenbau (durch Mauerstärke bedingt) starker in Erscheinung tretend. Fenster stich- und rundbogig. Außenbau reich gegliedert in Formen der römischen Hochrenaissance: UG mit dorischer Rustikapilasterordnung, OG ionische Pilaster. Über der Apsis Aufsatz mit konrinthischen Halbsäulen und flachdreieckigem Giebel“

## Rezeption
Anlässlich der Hochzeit mit Jakobe von Baden-Baden schuf Frans Hogenberg im Jahre 1585 einen Kupferstich, der die Schlosskapelle mit dem Brautpaar zeigt.